# Horrenbach-Buchen
Horrenbach-Buchen est une commune suisse du canton de Berne, située dans l'arrondissement administratif de Thoune.

Vue aérienne avec Sigriswilergrat (1957)